# Ненем, Коураби
Коураби Ненем (кириб. Kourabi Nenem) — политический деятель Кирибати. Вице-президент Кирибати (2016—2019). 

## Биография
Коураби Ненем был президентом Национальной федерации волейбола с сентября 2010 по 2012 год и Федерации борьбы с 2009 года. В 2015 году он тренировал волейбольную команду Raiwai Rebels.
7 января 2016 года Ненем был избран членом парламента по избирательному округу Южная Тарава. 13 марта президентом Танети Маамау он был назначен вице-президентом Кирибати, сменив Теимву Онорио. Он также был назначен министром общественных работ и коммунального хозяйства, затем министром по делам женщин, молодёжи, спорта и социальных дел Кирибати. Как политик, Коураби выступал за права женщин. 
В июне 2019 года Коураби был уволен со своей должности без дополнительных разъяснений, по всей видимости, за нарушение политики в отношении поездок. Политик совершил поездку в Индонезию без разрешения. Оппозиция также выразила ряд опасений по поводу Ненема, включая его причастность к задержкам с реконструкцией спортивного стадиона в Баирики. Преемником Коураби на посту вице-президента Кирибати стал министр финансов Теуеа Тоату.